# Complexo Petroquímico Sŭngri
O Complexo Petroquímico Sŭngri é uma das duas refinarias de petróleo da Coreia do Norte e a segunda maior, com projeto russo, a refinaria tem capacidade de 2 milhões de toneladas, localizada em Sŏnbong-gun, Zona Econômica Especial de Rason, Coreia do Norte. Ela é servida pela Linha Sŭngri da Ferrovia Estatal Coreana. Em 2013 uma firma da Mongólia comprou 20% de participação da refinaria, mas vendeu de volta em 2016.